# Трудовик (Каховський район)
Трудови́к — село в Україні, у Верхньорогачицькій селищній громаді Каховського району Херсонської області. Населення становить 30 осіб. Розташоване на правому березі р. Рогачик.

## Історія
24 лютого 2022 року село тимчасово окуповане російськими військами під час російсько-української війни.
22 червня 2023 року рішенням Національної комісії зі стандартів державної мови віднесено до списку населених пунктів, які «можуть не відповідати лексичним нормам української мови», зокрема стосуватися «російської імперської чи колоніальної політики». Громаді рекомендовано обґрунтувати доцільність збереження поточної назви або запропонувати нову назву в установленому законодавством порядку.

## Населення
Згідно з переписом УРСР 1989 року чисельність наявного населення села становила 125 осіб, з яких 58 чоловіків та 67 жінок.
За переписом населення України 2001 року в селі мешкало 30 осіб. 100 % населення вказало своєю рідною мовою українську мову.